# Абдулла-Хаджи аль-Гимрави
Шейх Абдулла-Хаджи аль-Гимрави (авар. Генуса Гӏабдуллагь-хӏажи) (1853, Гимры, ныне Унцукульский район, [Западный Дагестан] — 1916) — мусульманский учёный, богослов, суфийский шейх Накшбандийского тариката.

## Биография
Родился в 1853 году в Дагестанском селении Гимры, в семье наиба имама Шамиля Кудияв Алимухаммада и Айши дочь Раджаба (Хромого). Имя ему дано было в честь деда ― Раджабилав. В детстве много болел, и родители согласно поверьям дали ему новое имя ― Абдулла. По национальности — аварец
Первым учителем Абдуллы-Хаджи был Абдурразак-Хаджи из Унцукуля, который в то время был назначен имамом в Гимрах. Учился также у разных дагестанских шейхов того времени, такие как: Абдулла-Хаджи из Унцукуля, Абдусамад-Хаджи из Муни, Абдурахман-Хаджи из Согратля, Мухаммад-Хаджи аль Ободи и др.
В 1877 году принял участие в собрании в местности Анада, где съехались представители со всего Дагестана, Чечни, Балкарии и Черкесии, для принятия решения о вооружённом восстании против Российской Империи. Из-за его деятельности был несколько раз арестован и выслан из Дагестана.
1899 году, вместе со своими мюридами выполнил пятый столп ислама ― хадж.